# صلاح سلیمان
صلاح سلیمان (عربی: صلاح سليمان؛ زادهٔ ۲۰ ژانویهٔ ۱۹۹۰) یک ورزشکار اهل مصر است.
از باشگاه‌هایی که در آن بازی کرده‌است می‌توان به باشگاه ورزشی زمالک اشاره کرد.
وی همچنین در تیم‌های ملی فوتبال Egypt U-20 Egypt U-23 بازی کرده است.